# Quality Hotel Frösö Park
Frösö Park Hotel (tidigare Quality Hotel Frösö Park) är ett hotell med 139 rum, 10 sviter och totalt 350 bäddar och är beläget i stadsdelen Frösö Park på Frösön i Östersunds kommun. Hotellet invigdes i maj 2015 och har naturupplevelser, sport och rekreation som inriktning. Till anläggningen hör bland annat en konferensanläggning för upp till 4400 gäster, ett 1200 kvadratmeter stort spa och utegym med hinderbana.
Anläggningen är ritad av Hermansson Hiller Lundberg Arkitekter och den nybyggda femvåningsdelen ansluter mot den tidigare mässen "Murklan" från Jämtlands flygflottiljs tid. Planer på en utbyggnad med cirka 200 rum fanns 2016.